# São Félix do Coribe
São Félix do Coribe é um município brasileiro do estado da Bahia. Sua população, conforme estimativas do IBGE de 2018, era de 15 310 habitantes.
A cidade pertence a região intermediária de Barreiras, fica a 864 km da capital estadual Salvador, a 581 km da capital federal Brasília e a 220 km de umas das maiores e principais cidades baianas, Barreiras, principal cidade do oeste da Bahia.